# جاذبية

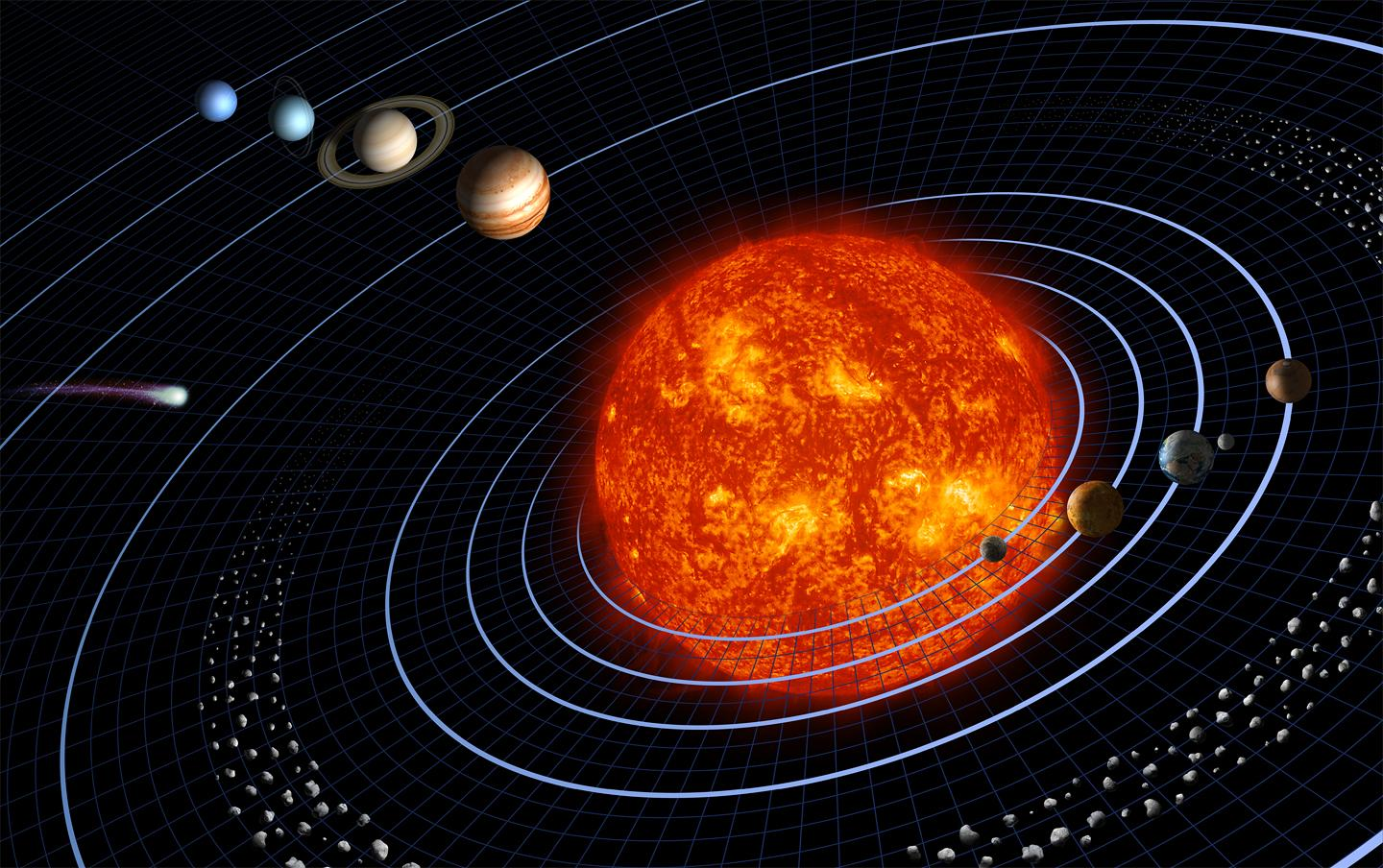
قوة الجاذبية تبقي الكواكب في المجموعة الشمسية ضمن مدار معين.

الجاذبية (من فعل جَذَبَ) وتعرف أيضاً باسم الثَقالة (من فعل ثَقُلَ) هي ظاهرة طبيعية تتحرك وتنجذب بواسطتها كل الأشياء من الكتلة أو الطاقة -بما في ذلك الكواكب والنجوم والمجرات وحتى الضوء- نحو بعضها البعض. على الأرض، تعطي الجاذبية ثقلاً للأجسام المادية (الوزن)، وجاذبية القمر تسبب المد والجزر في المحيط. تسبب الانجذاب الجاذبي للمادة الغازية الأصلية الموجودة في الكون في البدء في الاندماج النووي، وتكوين النجوم -وتجميع النجوم معًا في مجرات- لذا فإن الجاذبية مسؤولة عن العديد من الهياكل الواسعة النطاق في الكون. على الرغم من ذلك فإن آثار الجاذبية تصبح أضعف بشكل متزايد على الأشياء البعيدة.
فالوزن على سبيل المثال هو القوة التي تحدثها الجاذبية محدثة الانجذاب بين الأرض والجسم المعني وهي تساوي جداء تسارع الجاذبية في كتلة الجسم. وكان أول من وضع نظرية للجاذبية هو الفيزيائي المعروف إسحاق نيوتن وبقيت هذه النظرية صامدة حتى تم استبدالها من قبل أينشتاين بنظرية النسبية العامة لكن معادلة نيوتن تبقى صحيحة وأكثر عملية عندما نتحدث عن حقول جاذبية ضعيفة كإرسال المركبات الفضائية والتطبيقات الهندسية الإنشائية مثل بناء الجسور المعلقة.
انتشر مصطلح الجاذبية الأرضية مبكراً كون فكرة التجاذب كانت راسخة حسب النظرة النيوتنية، لاحقاً انتشر مصطلحي الجاذبية كتعميم لظاهرة التجاذب بين أي جسمين، ومصطلح ثقالة المشتق من الثقل وهو أكثر دلالة على مفهوم نظرية النسبية للثقالة حيث تعتبر النسبية الثقالة أو الجاذبية مجرد التواء في الزمكان وليس هناك من أي تجاذب بين الأجسام. بشكل عام قد يكون من الأنسب استخدام مصطلح «جاذبية» في إطار الميكانيكا الكلاسيكية في حين يستخدم مصطلح «ثقالة» في إطار النسبية العامة.

## الجاذبية في الميكانيكا الكلاسيكية
قانون الجذب العام لنيوتن هو قانون استنباطي كمحاولة لوصف قوى الجاذبية بين الأجسام غير المشحونة، وقد استنبطه نيوتن من خلال مشاهدات فلكية عديدة وبالاستعانة بقوانين كيبلر لحركة الكواكب. كان البيروني والخازني أيضاً قد أشارا لهذا المفهوم قبلهما بسبعة قرون تقريباً.
ينص قانون الجاذبية العام لنيوتن: قوتا التجاذب بين جسمين ماديين تتناسب طردياً مع حاصل ضرب كتلتيهما وعكسياً مع مربع المسافة بين مركزيهما.
- الصورة القياسية لقانون الجذب العام لنيوتن

{\displaystyle F=G{\frac {m_{1}m_{2}}{r^{2}}}}
حيث:
{\displaystyle F\ } هي القوة الناتجة عن الجاذبية
{\displaystyle G\ } هو ثابت الجذب العام بين الكتل
{\displaystyle m_{1}\ } هي كتلة الجسم الأول
{\displaystyle m_{2}\ } هي كتلة الجسم الثاني
{\displaystyle r\ } هو المسافة بين مركزي الجسمين
- الصورة الاتجاهية لقانون الجذب العام لنيوتن

{\displaystyle {\vec {F}}_{12}=-{\vec {F}}_{21}=-G{m_{1}m_{2} \over {\vert {\vec {r}}_{12}\vert }^{2}}\,{\hat {r}}_{12}}
حيث:
{\displaystyle {\vec {F}}_{12}} هو متجه القوة التي يؤثر بها الجسم 1 على الجسم 2
{\displaystyle {\vec {F}}_{21}} هو متجه القوة التي يؤثر بها الجسم 2 على الجسم 1
{\displaystyle G\ } هو ثابت الجذب العام بين الكتل
{\displaystyle m_{1}\ } و{\displaystyle m_{2}\ } هما كتلتا الجسمين على الترتيب
{\displaystyle \vert {\vec {r}}_{12}\vert \ =\vert {\vec {r}}_{2}-{\vec {r}}_{1}\vert } هو البعد بين الجسيمين (أي مقدار المتجه الذي هو مقدار الفرق بين متجهي موضع الجسيمين)
{\displaystyle {\hat {r}}_{12}\ {\stackrel {\mathrm {def} }{=}}\ {\frac {{\vec {r}}_{2}-{\vec {r}}_{1}}{\vert {\vec {r}}_{2}-{\vec {r}}_{1}\vert }}} هو وحدة متجه للمتجه من 1 إلى 2
هذا القانون مثل معظم قوانين الميكانيكا الكلاسيكية يطبق على الأجسام النقطية (الجسيمات) أما الأجسام الكبيرة ذات الأشكال المختلفة فنعمد إلى تطبيق حسبان التكامل من أجل الحصول على شدة قوة الجاذبية المطبقة عليها.
ويمكن ملاحظة أن الصورة الاتجاهية لقانون الجذب العام لنيوتن هي نفس الصورة القياسية، إلا أن F الآن كمية متجهة، ويتم ضرب الجانب الأيمن بمتجه الوحدة المناسب.

## مجال الجاذبية
مجال الجاذبية هو مجال متجه الذي يصف قوة الجاذبية التي سيتم تطبيقها على أي جسم في نقطة معينة في الفضاء، لكل وحدة الكتلة. هو في الواقع يساوي تسارع الجاذبية عند تلك النقطة.
وهو تعميم لنموذج المتجه، الذي يصبح مفيداً بشكل خاص إذا تم إشراك أكثر من جسمين (مثل صاروخ بين الأرض والقمر)، بالنسبة لجسمين (الجسم الأول الأرض، والجسم الثاني صاروخ)، سنكتب r بدلاً من r12 وm بدلا من m2 وبالتالي يمكن تحديد مجال الجاذبية (g(r على النحو التالي:
{\displaystyle g(r)=-G{\frac {m_{1}}{{\vert \ r\vert }^{2}}}{\hat {r}}}
وبالتالي يمكن كتابة:
{\displaystyle F(r)=mg(r)}

## طبيعة قوى الجاذبية حسب النظريات الفيزيائية
تعتبر قوة الجاذبية في الميكانيكا الكلاسيكية قوة مباشرة بعيدة المدى بمعنى أن هذه القوة تستطيع التأثير عن بعد بدون واسطة ويتم تأثيرها بشكل لحظي فأي تغير في موقع أحد الجسمين يرافقه تحول لحظي في الجاذبية بينه وبين الجسم الآخر، ولكي يفسر اسحاق نيوتن هذه الخاصية عمد إلى تعريف حقل جاذبية كوني موجود في كل نقطة من الفضاء. هذا الحقل هو حقل إتجاهي يعبر عنه بمتجه في كل نقطة ويمثل قوة الجاذبية التي تتعرض لها وحدة الكتل عندما توضع في هذه النقطة.
تنص نظرية النسبية العامة لآينشتاين على أن وجود أي شكل من أشكال المادة أو الطاقة أو العزم يحدث انحناء في الزمكان، وبسبب هذا الانحناء فان المسارات التي تسلكها الأجسام في الأطر المرجعية القصورية يمكن أن تنحرف أو تغير اتجاهها ضمن الزمن. وهذا الانحراف يظهر لنا على أنه تسارع نحو الأجسام الكبيرة وعرفه نيوتن بأنه ثقالة أو جاذبية. وبالتالي فان النسبية العامة ترى تسارع الجاذبية أو السقوط الحر بأنه حركة قصورية فعليا (منتظمة) في حين أن المراقب هو من يتحرك حركة متسارعة، وهذا ما يعرف ب مبدأ التكافؤ.

## تاريخ نظرية الجاذبية

### الثورة العلمية
تشير الكتب التاريخية إلى أن العرب كانوا قد عرفوا عن الجاذبية وتأثيراتها إلا أن العمل على نظرية «الجاذبية الحديثة» في أواخر القرن السادس عشر وبداية القرن السابع عشر حيث قام غاليليو بتجربته الشهيرة التي رمى فيها كرات ذات كُتَل مختلفة من أعلى برج بيزا وبيّن ان سرعة وصول الجسم للأرض لا تتعلق بكتلته. لاحقاً قام أيضاً بتجربة دحرجة الكرات على سطح مائل واستنتج منها أن السبب الذي قد يؤدي إلى وصول الأجسام الأثقل للأرض قبل الأجسام الأخف في بعض الأحيان هو احتكاك الهواء في الغلاف الجوي بالجسم.[بحاجة لمصدر]

### دور العرب
عرف علماء العرب منذ القرن التاسع للميلاد قوة التثاقل الناشئة عن جذب الأرض للأجسام وأطلقوا عليها آنذاك اسم «القوة الطبيعية».
يعد الهمداني من أوائل العلماء التجريبين الذين أشاروا إلى الجاذبية بوضوح كما جاء في كتاب «الجوهرتين العتيقتين» بقولهِ: «فمن كان تحتها (أي تحت الأرض عند الأسفل) فهو في الثابت في قامته كمن فوقها، ومسقطه وقدمه إلى سطحها الأسفل كمسقطه إلى سطحها الأعلى، وكثبات قدمهِ عليها، فهي بمنزلة حجر المغناطيس الذي تجذب قواه الحديد إلى كل جانب..».
كذلك أدرك علماء العرب وفلاسفتهم أن هذه القوة تتعاظم كلما كبر حجم الجسم، كما في قول ابن سينا في القرن الرابع الهجري / العاشر الميلادي في كتابه (الإشارات والتنبيهات)
وزيادة وقف علماء العرب والمسلمين تماماً الجاذبية الأرضية ويتضح ذلك جلياً في كتاباتهم، منها ما جاء على لسان أبي الريحان البيروني في كتابه (القانون المسعودي) حيث قال:
ومنها ما جاء في كتابات الخازني حيث قال
وقال أيضا:
كما شبّه الإدريسي جاذبية الأرض بجذب المغناطيس للحديد، لما قال في كتابهِ نزهة المشتاق في اختراق الآفاق:

### قانون نيوتن للثقالة
في سنة 1687 نشر عالم الفيزياء والرياضيات الإنكليزي إسحاق نيوتن نظريته الشهيرة، وهي أن الأجسام تجذب بعضها البعض تبعاً لكتلتها، وتعتمد قوة الجاذبية على مربع المسافة بين الجسمين المتجاذبين. وبكلماته:
«استنتجت من هذا أن القوة التي تُبقي الكواكب في مساراتها متعلقة بتربيع البعد بين مركزيهما. من هنا قارنت القوة التي تمسك القمر في مساره بالقوى على سطح الأرض ووصلت إلى نتيجة قريبة جدا».

### نظرية النسبية
في أوائل القرن العشرين وفي بحثين نُشر أولهما في عام 1905 وثانيهما في عام 1915، حيث عدل مفهوم الجاذبية من قبل الفيزيائي الشهير ألبرت آينشتاين. فحسب نظرية نيوتن كانت الجاذبية هي قوة، بينما أثبتت النظرية النسبية أن الجاذبية هي مجال. فحسب النسبية، الجاذبية هي عبارة عن انحناءات في الفراغ تُسببها الكتلة. فكلما كانت كتلة الجسم أكبر كلما كبر انحناء الفضاء حولهُ. والأجسام الأقل كتلة سوف تقع في هذا الانحناء الذي صنعهُ الجسم الأول، وبالتالي سيأسرها بجاذبيتهِ. بهذا التفسير الجديد المدهش للجاذبية، وبدمج البعد الزماني الرابع بالأبعاد المكانية الثلاث، أصبحت النسبية واحدة من النظريتين الأكثر شهرة وأهمية في القرن العشرين مع نظرية الكم.

#### أمواج ثقالية
تنص النظرية النسبية العامة على أن أمواج من الجاذبية تنبثق من تذبذب الزمكان، ما يمكن ان يحصل عندما يدور جسمان حول بعضهما. أمواج الجاذبية الصادرة من مجموعتنا الشمسية أصغر مما نستطيع قياسه، ولكن تم رصد أمواج جاذبية بطريقة غير مباشرة في فقدان الطاقة لنجمان نابضان يدوران حول بعضهما. في فبراير 2016 أعلن مركز LIGO عن رصدهِ لاكتشاف أمواج ثقالية صادرة عن اصطدام ثقبان أسودان ببعضهما على بعد 1.3 مليار سنة ضوئية من الأرض.

## اقرأ أيضًا
- تمدد الزمن الثقالي
- إسحاق نيوتن
- ثابت الجاذبية
- يوهانز كبلر
- مغناطيسية الجاذبية
- قياس الثقالة
- جاذبية فائقة
- كيناماتيكا النجوم
- جاذبية الكم الظاهرية